# Ophiurida
De Ophiurida zijn een orde van slangsterren (Ophiuroidea).

## Families
- Onderorde Ophiomyxina Fell, 1962
  - Ophiomyxidae Ljungman, 1867
- Onderorde Ophiurina Müller & Troschel, 1840
  - Infraorde Chilophiurina Matsumoto, 1915
    - Ophiuridae Müller & Troschel, 1840

  - Infraorde Gnathophiurina Matsumoto, 1915
    - Amphilepididae Matsumoto, 1915
    - Amphiuridae Ljungman, 1867
    - Ophiactidae Matsumoto, 1915
    - Ophiocomidae Ljungman, 1867
    - Ophionereididae Ljungman, 1867
    - Ophiotrichidae Ljungman, 1867

  - Infraorde Hemieuryalina Verrill, 1899
    - Hemieuryalidae Verrill, 1899

  - Infraorde Ophiodermatina Smith, Paterson & Lafay, 1995
    - Ophiochitonidae Matsumoto, 1915
    - Ophiodermatidae Ljungman, 1867

  - Infraorde Ophiolepidina Ljungman, 1867
    - Ophiolepididae Ljungman, 1867
- Niet in een infraorde geplaatst
  - Familie Ophiacanthidae Ljungman, 1867
  - Familie Ophiohelidae Perrier, 1893

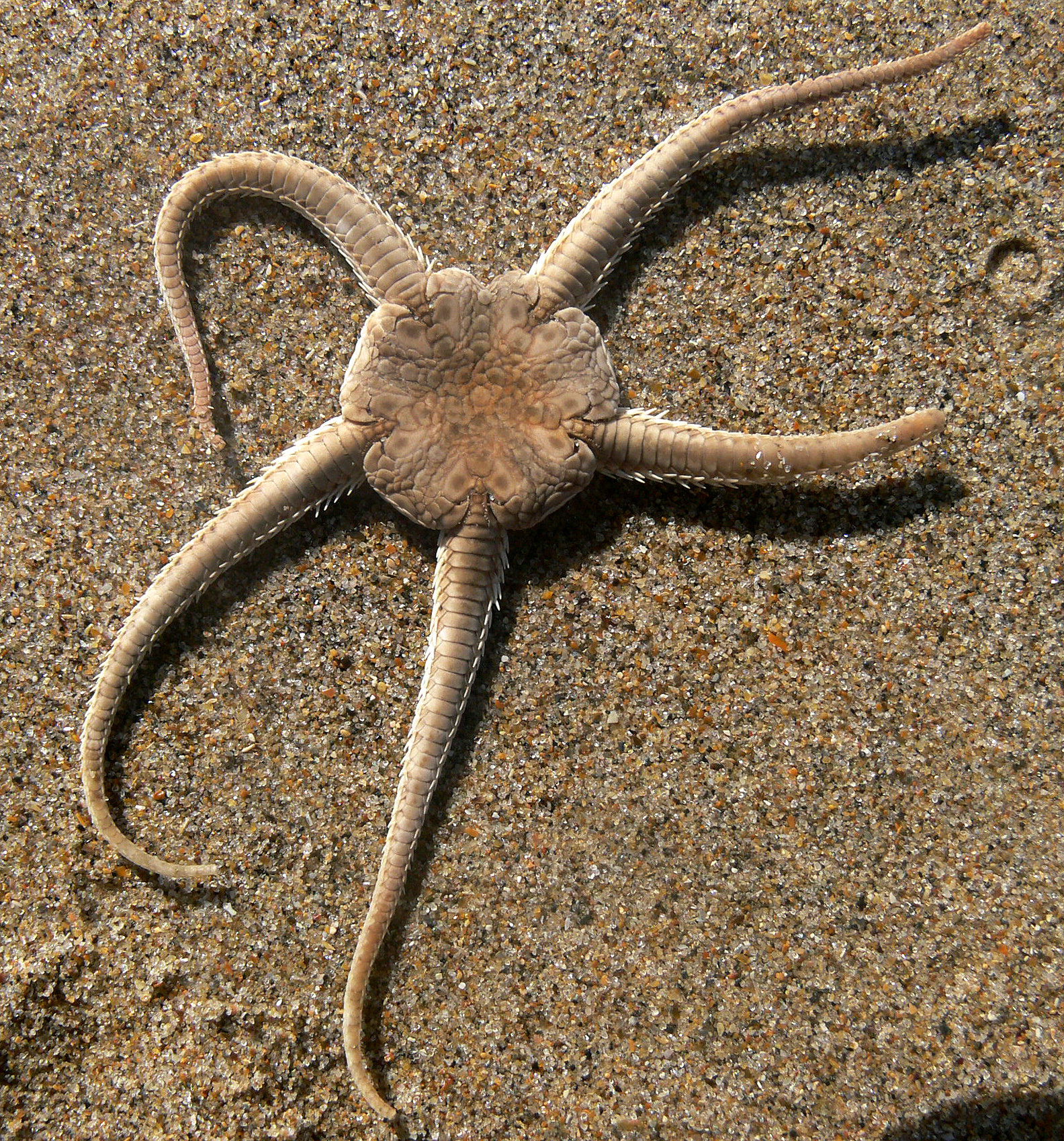
Gewone slangster (Ophiura ophiura)
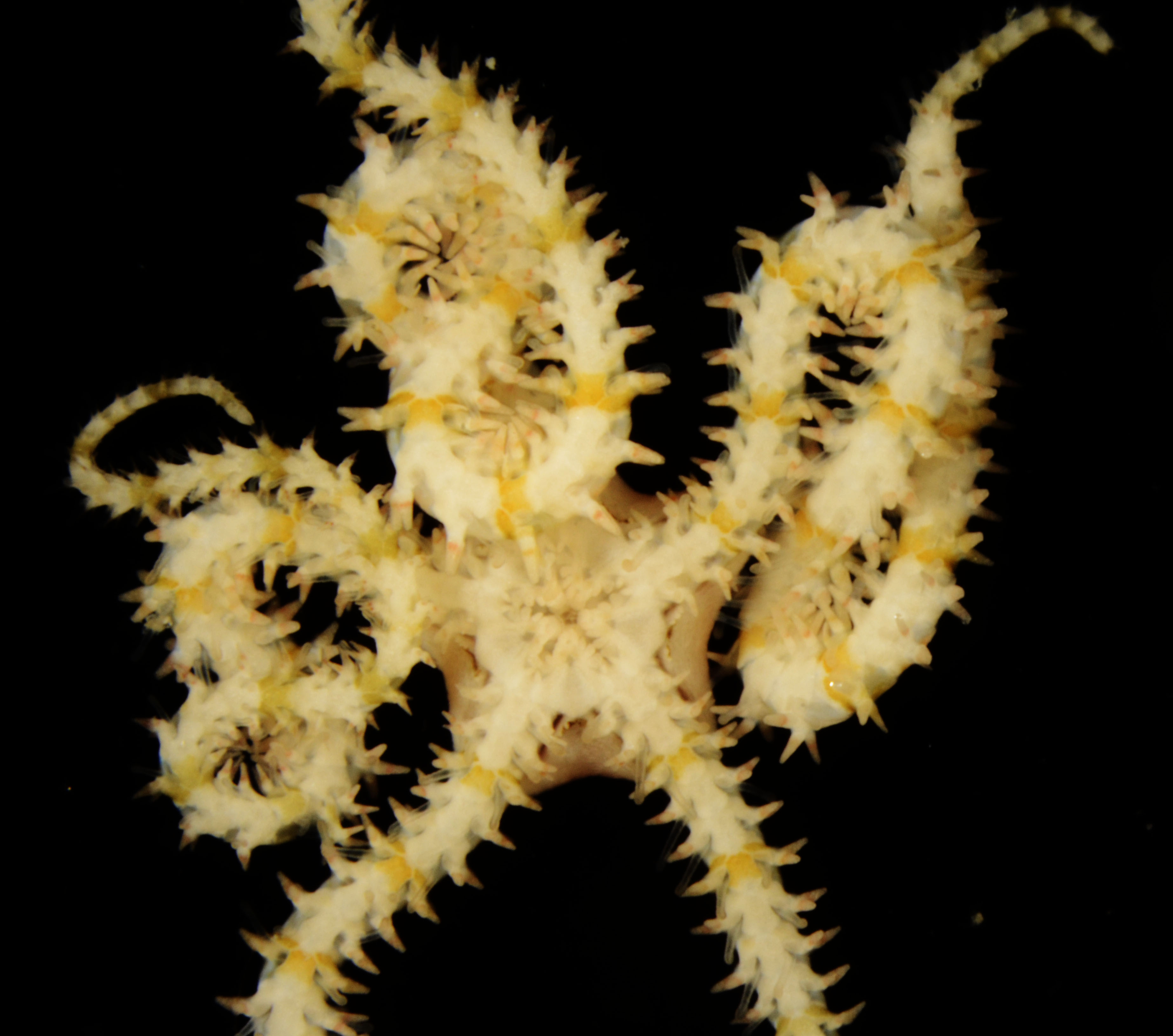
Amphioplus thrombodes
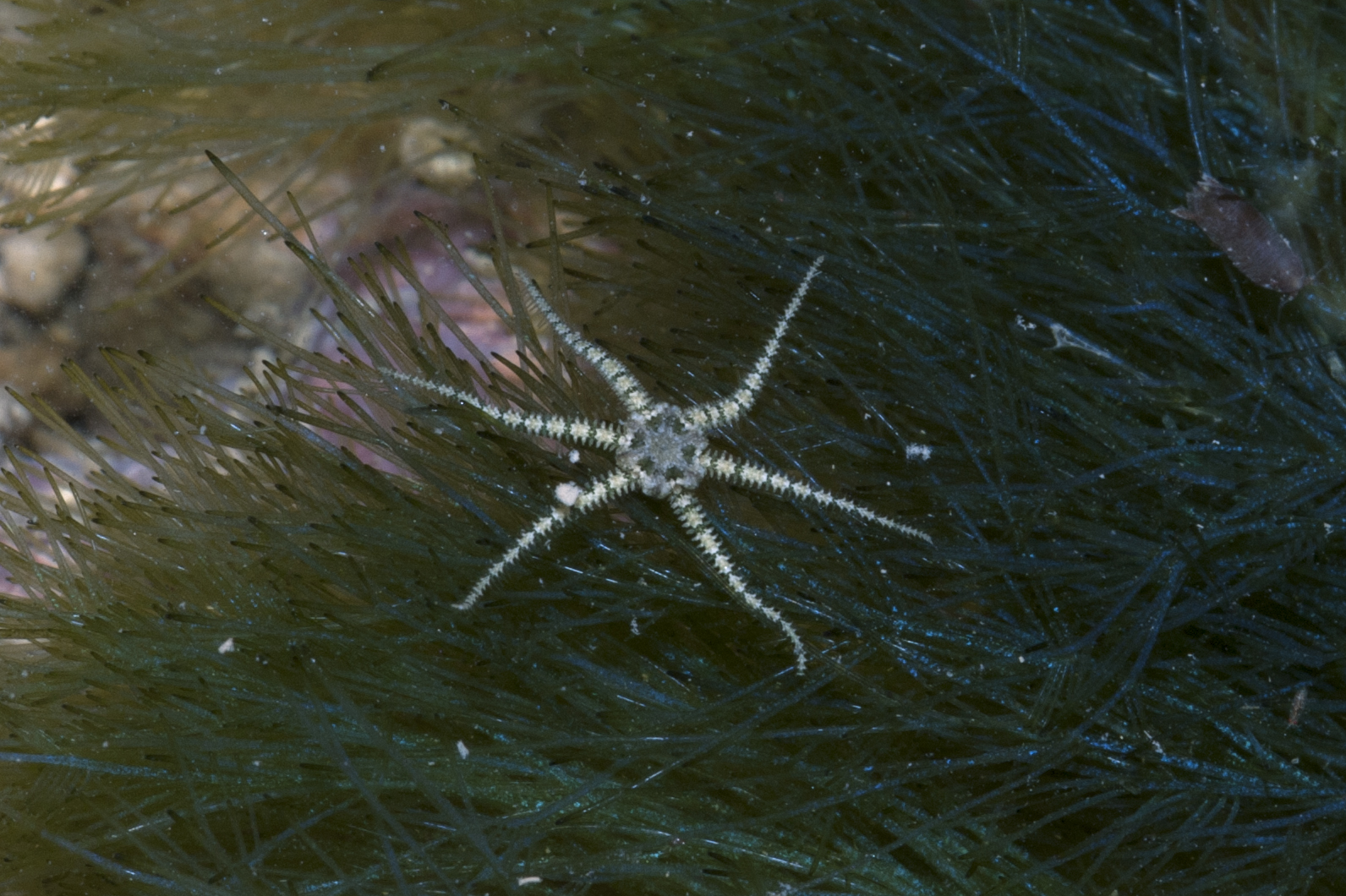
Ophiactis savignyi
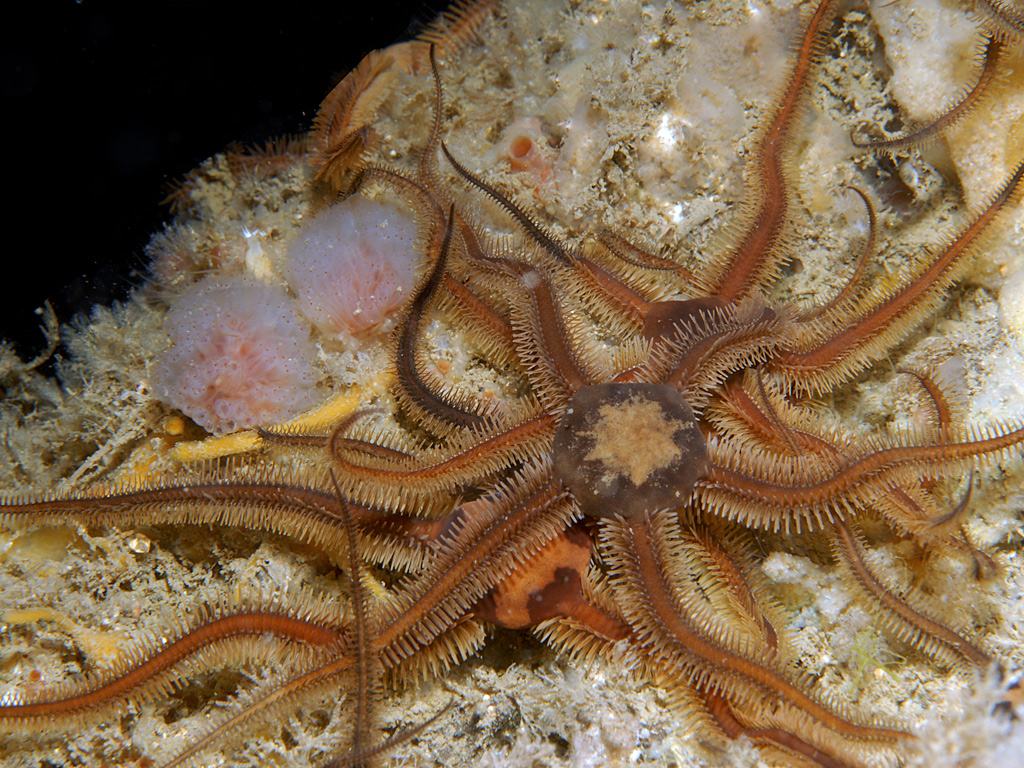
Ophiocomina nigra
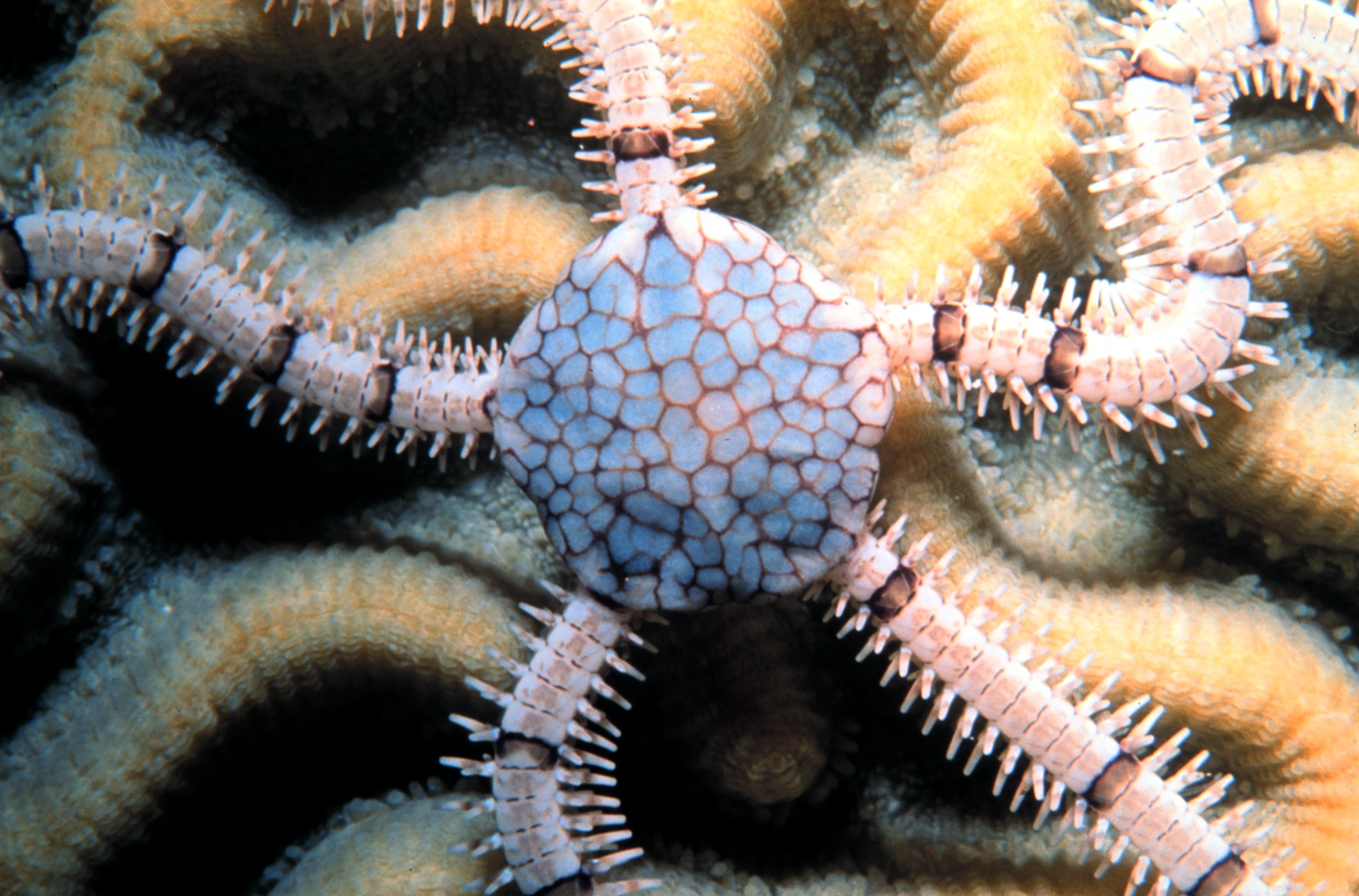
Ophionereis reticulata
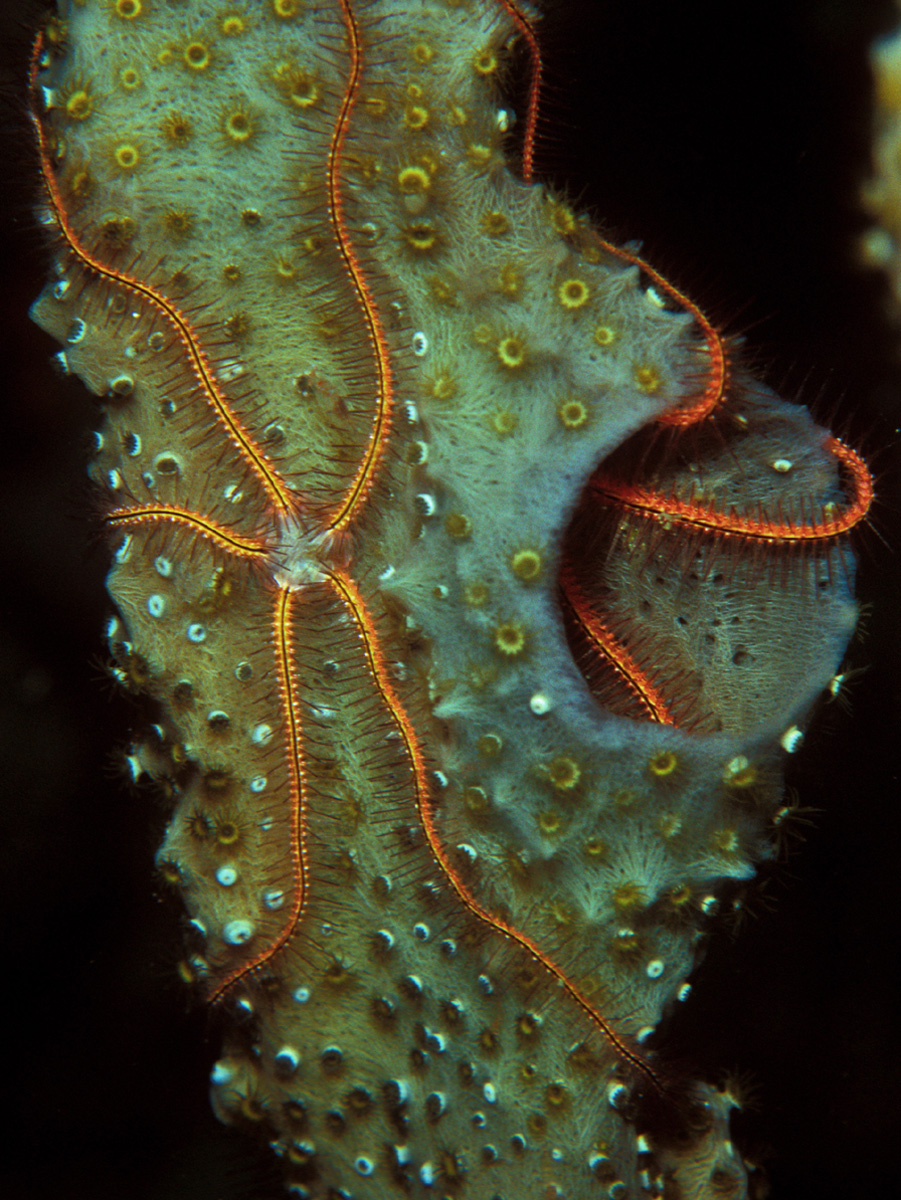
Ophiothrix suensoni
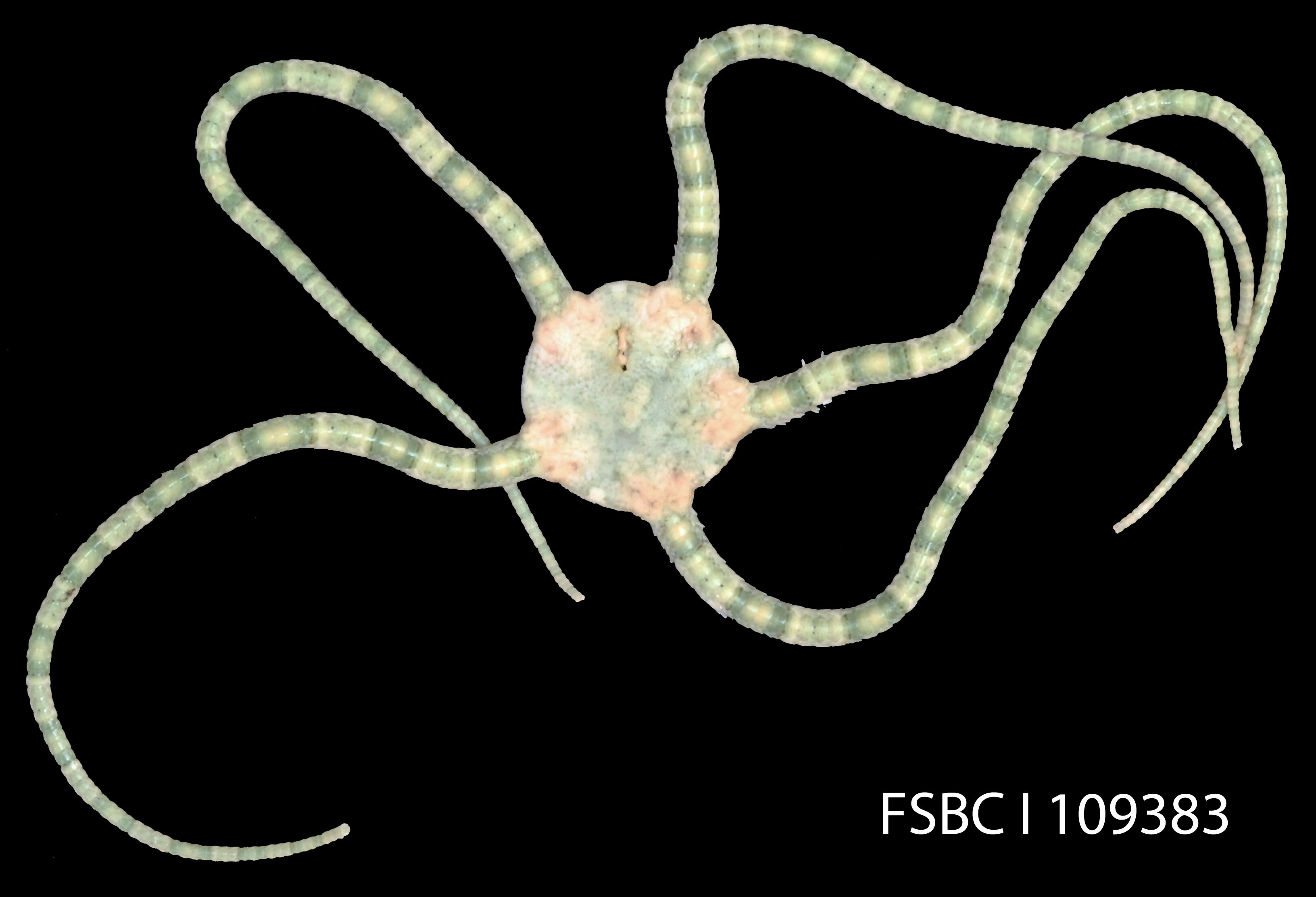
Ophioderma brevispina
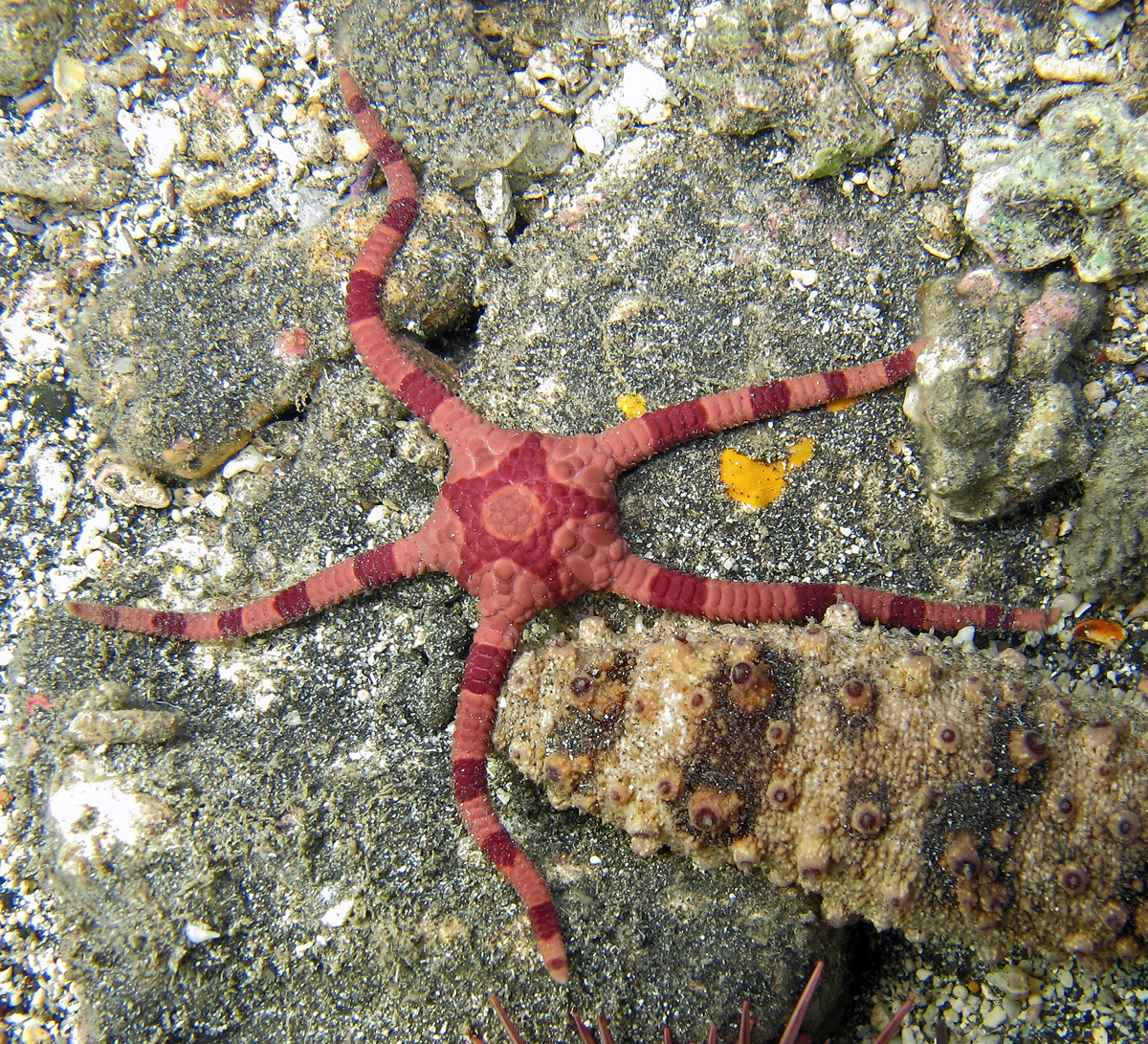
Ophiolepis superba
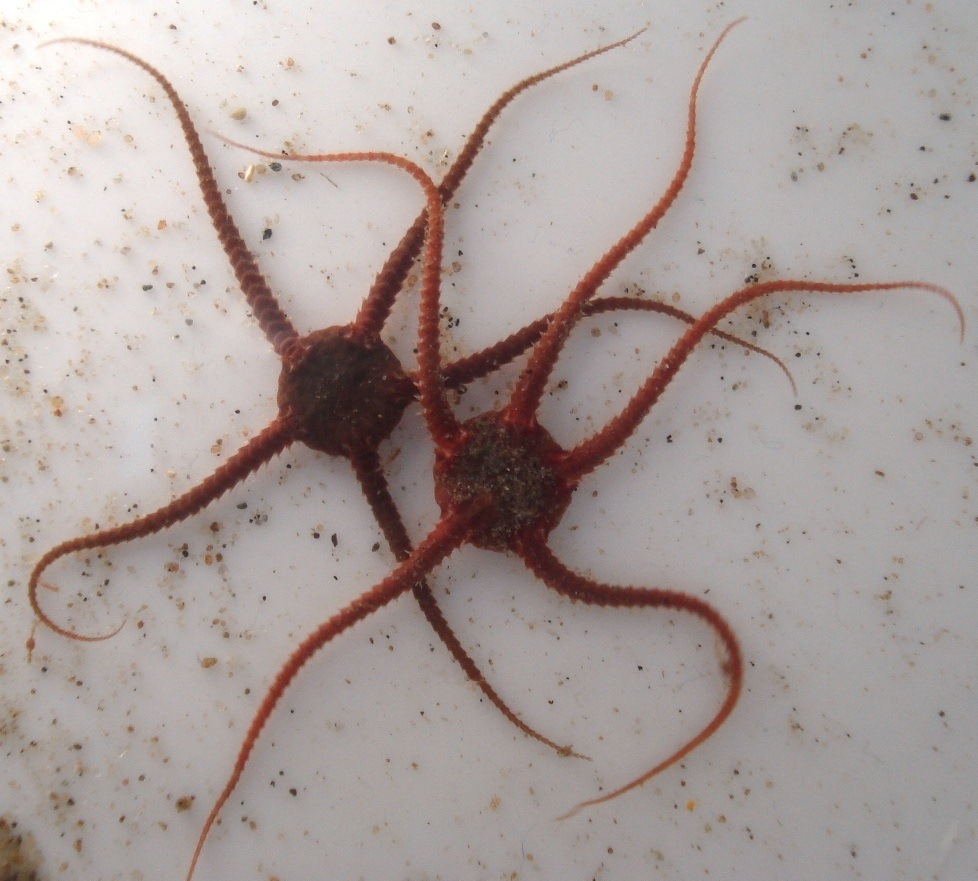
Kleine slangster (Ophiura albida)
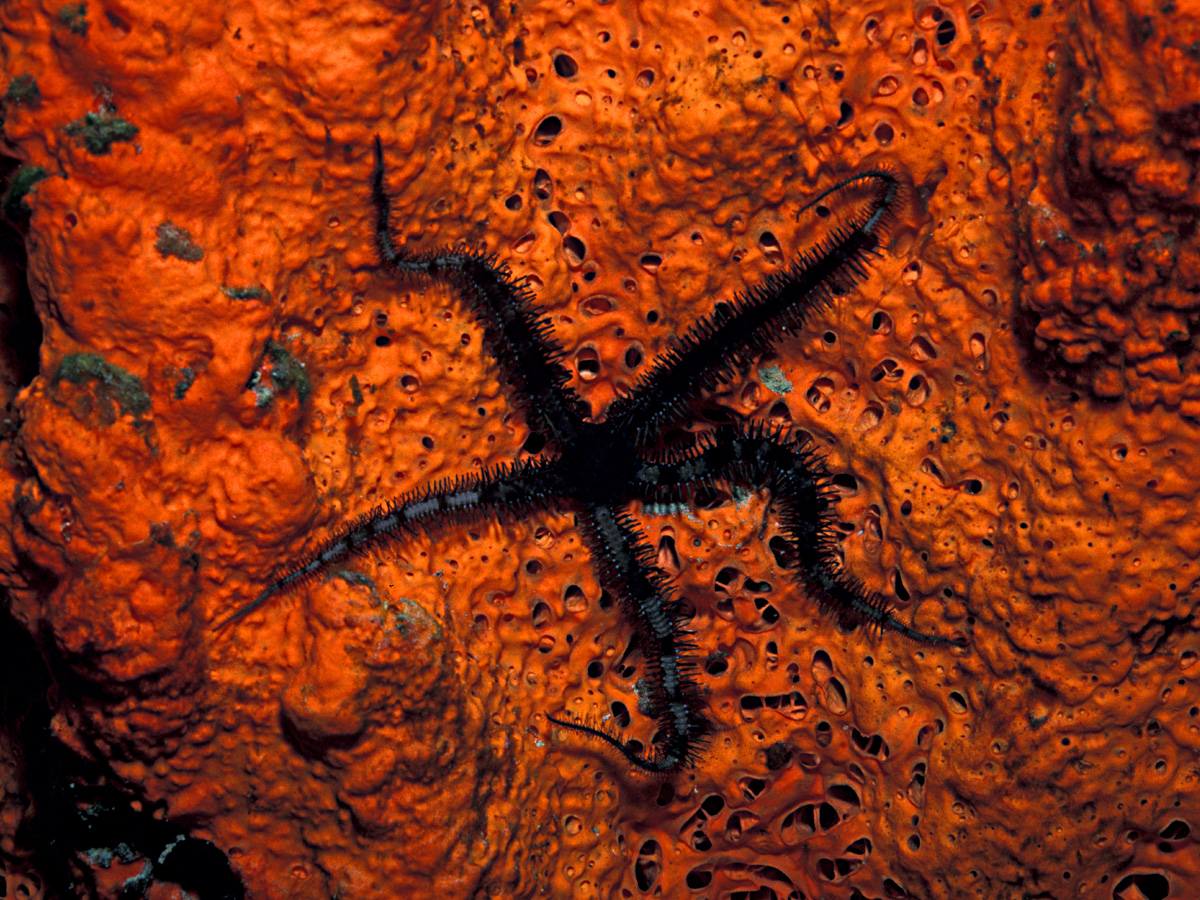
Ophiocoma echinata
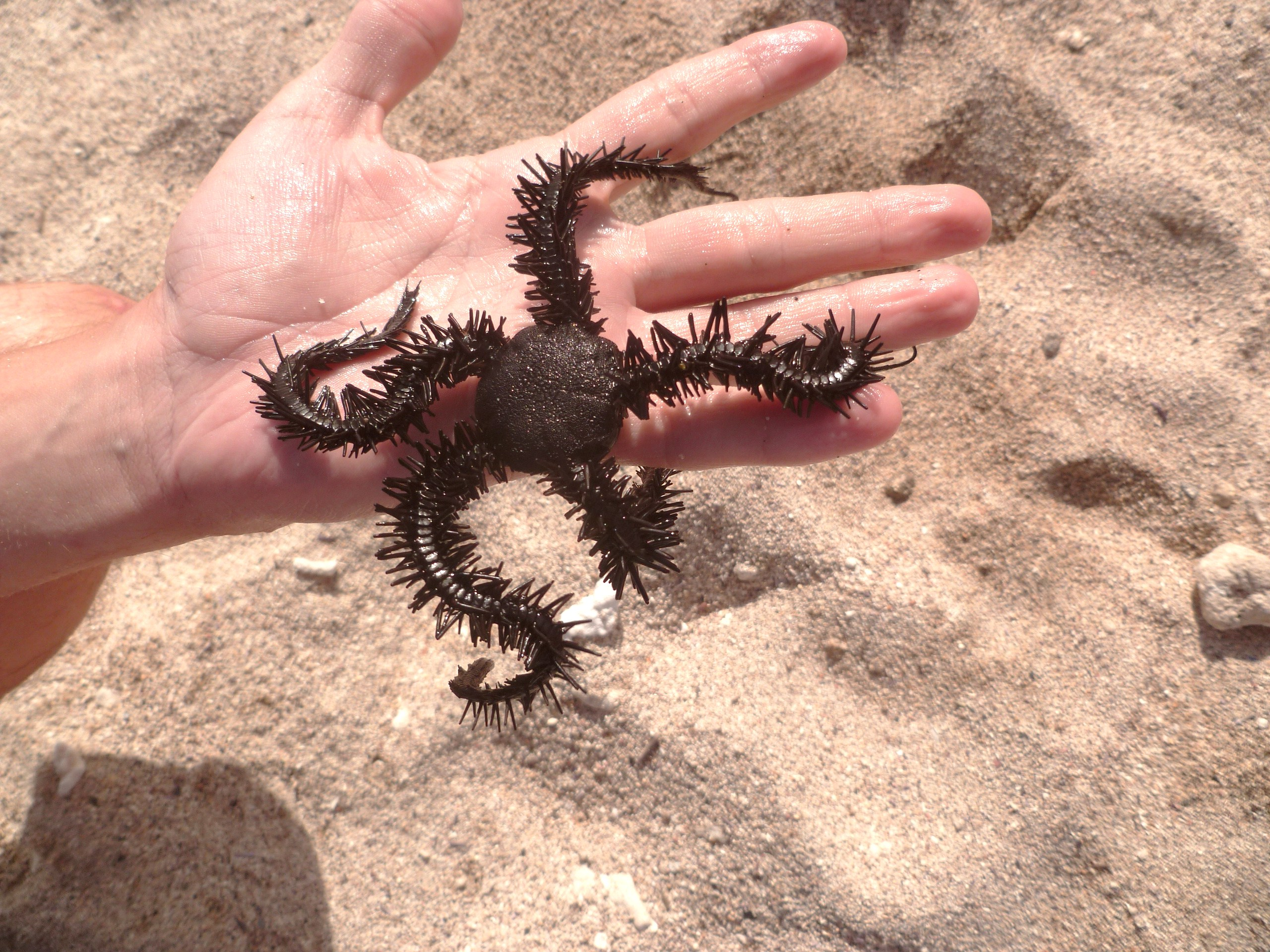
Ophiocoma erinaceus
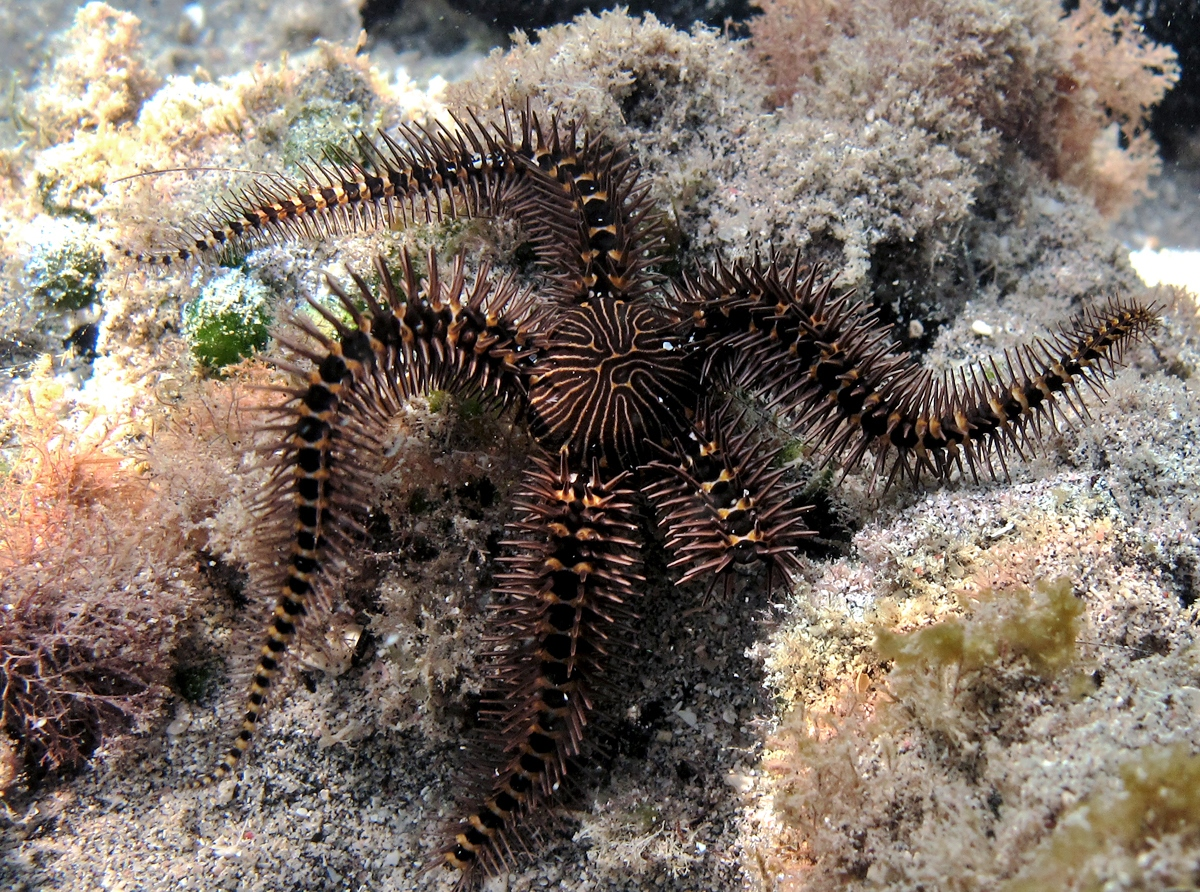
Ophiocoma pica
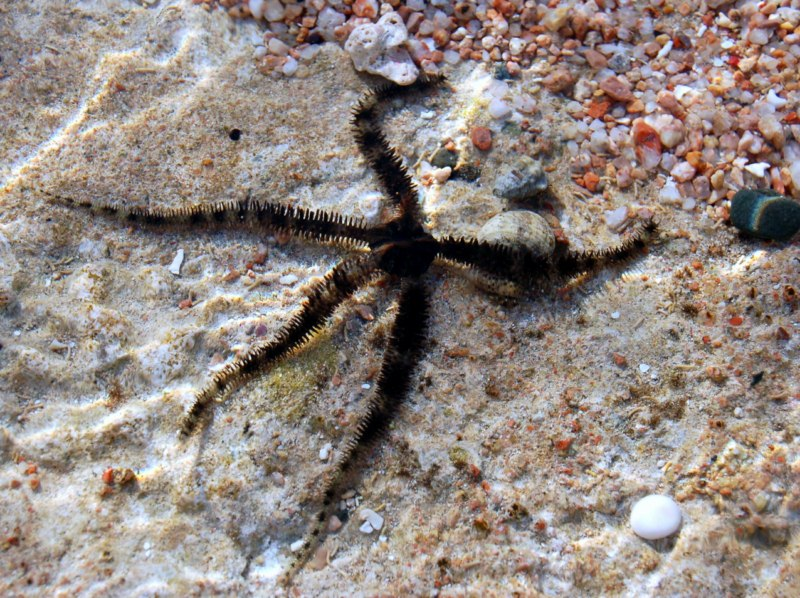
Ophiocoma scolopendrina
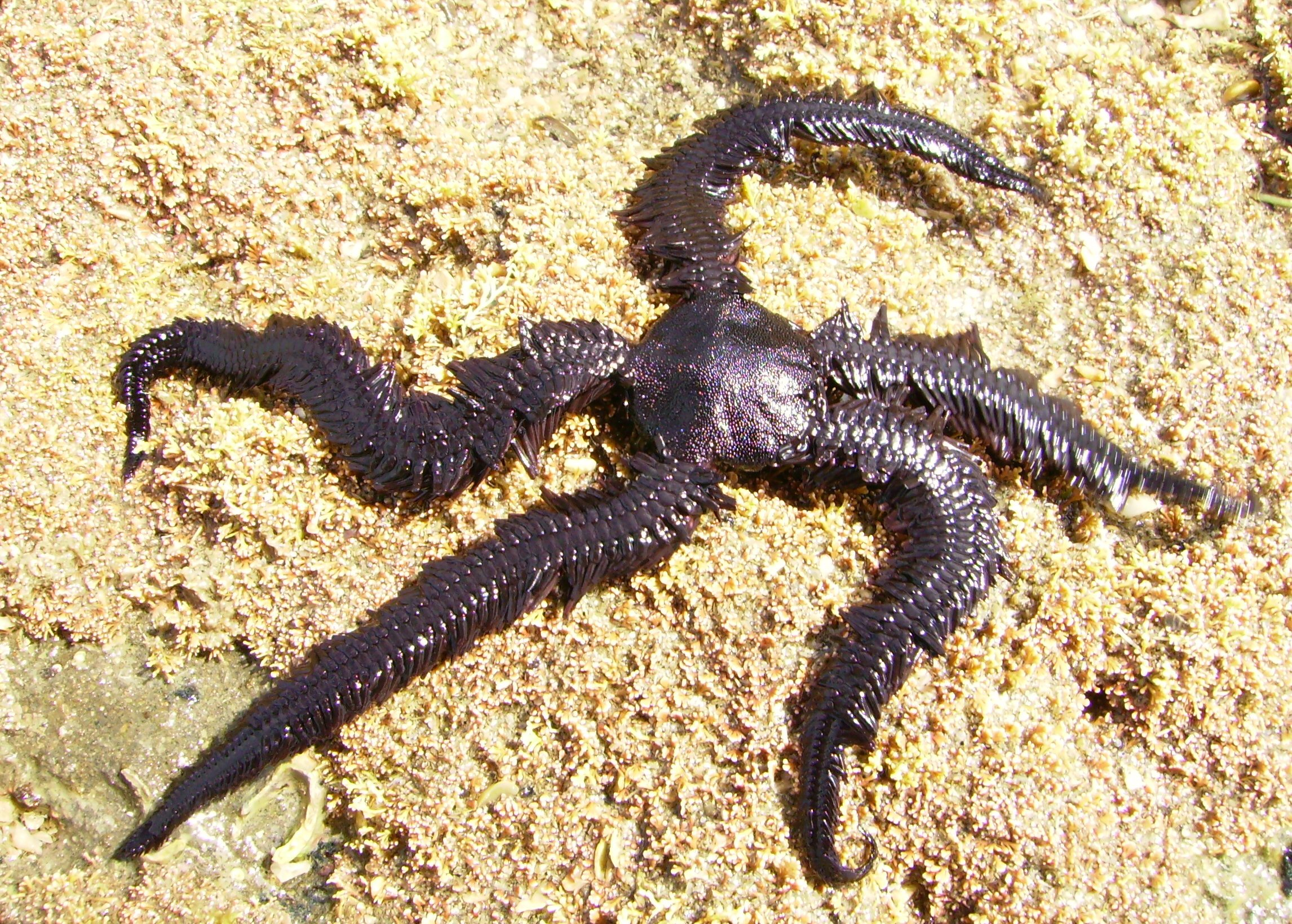
Ophiopteris antipodum
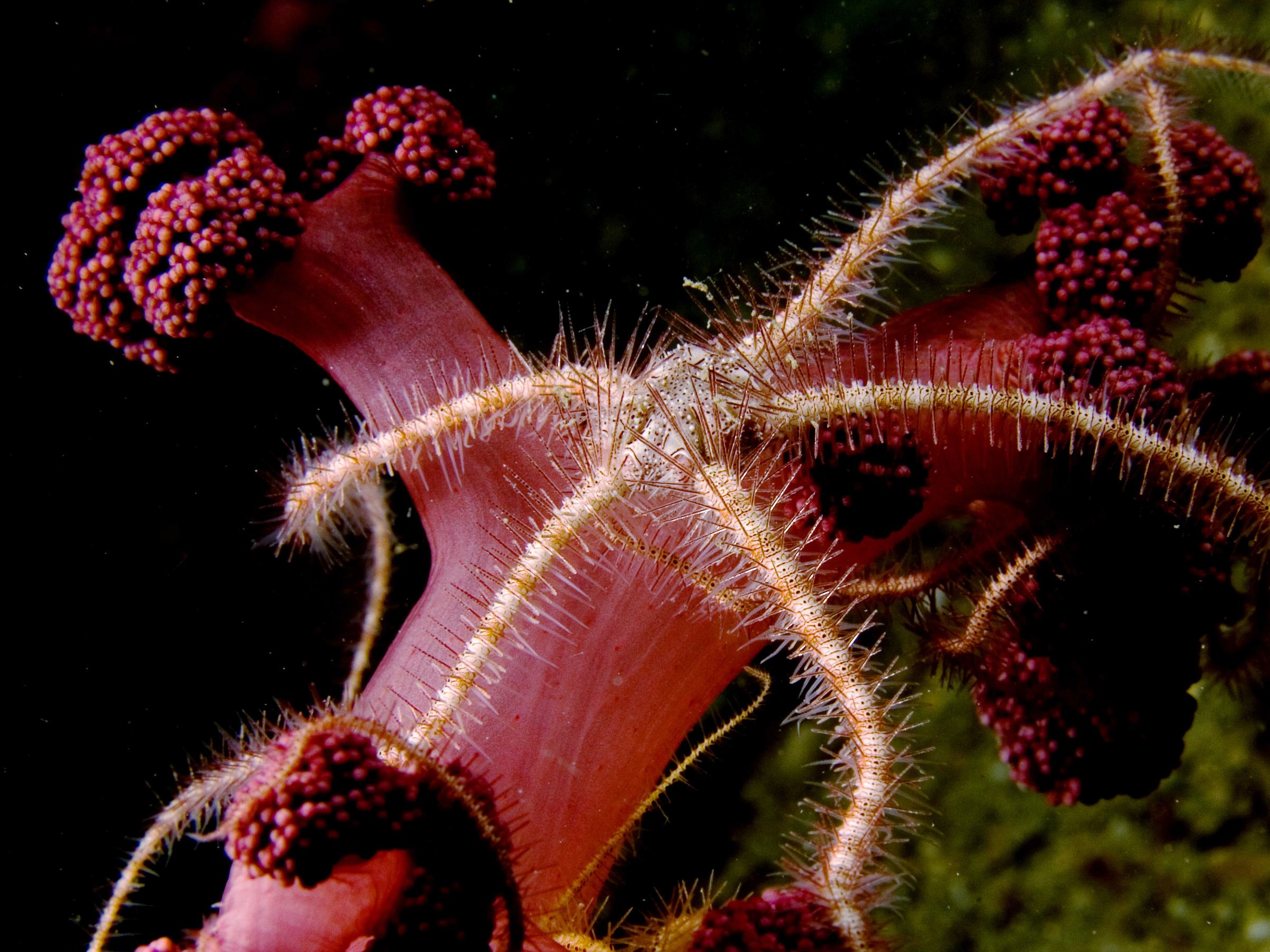
Ophiothrix foveolata
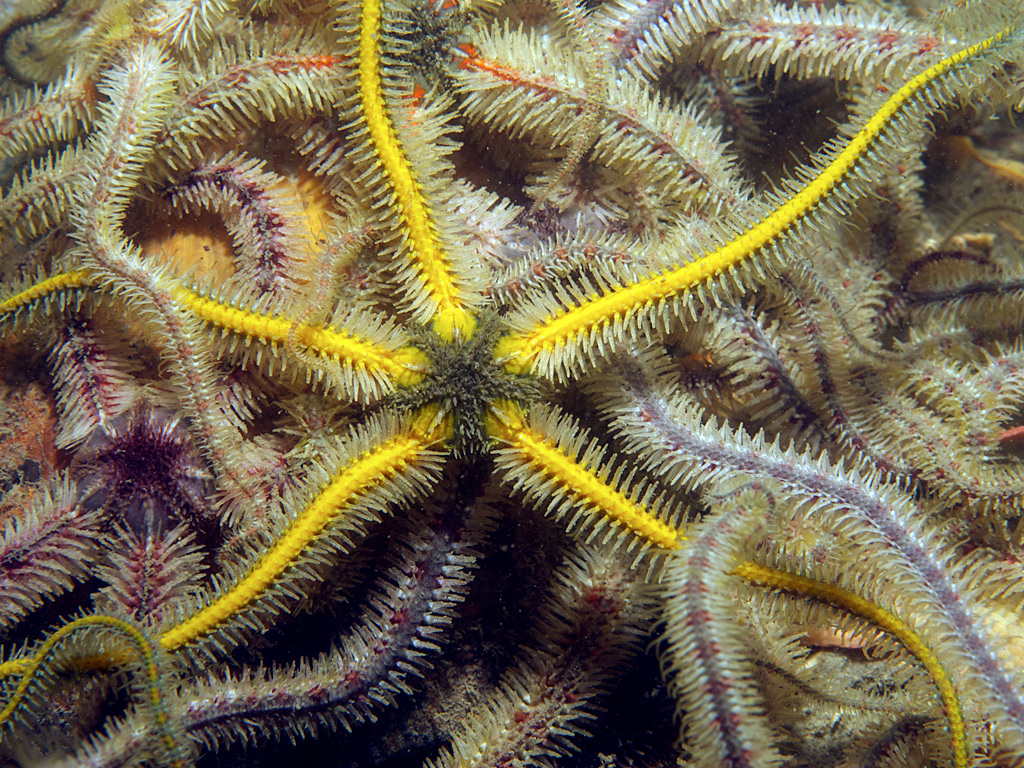
Brokkelster (Ophiothrix fragilis)
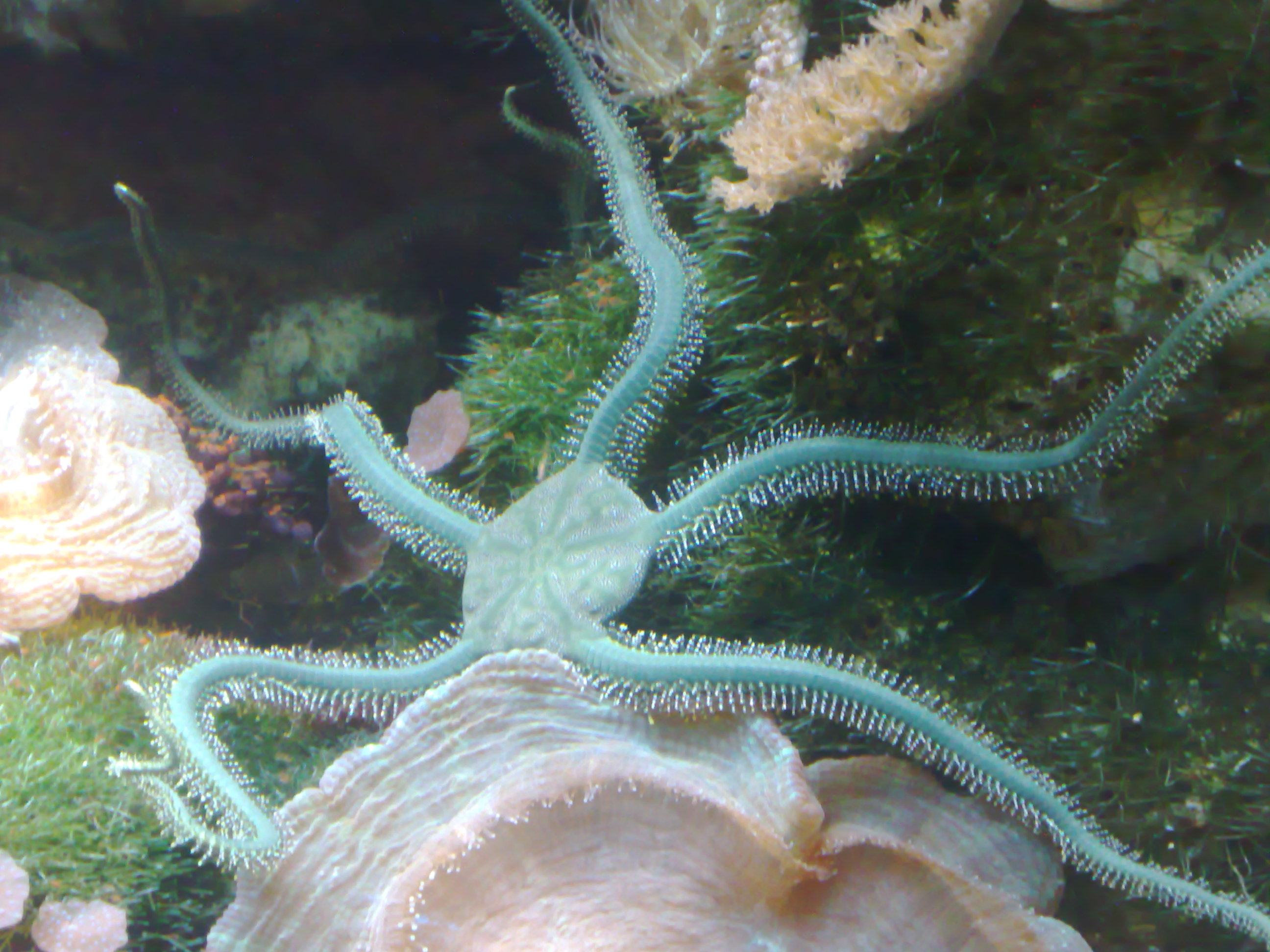
Ophiarachna incrassata
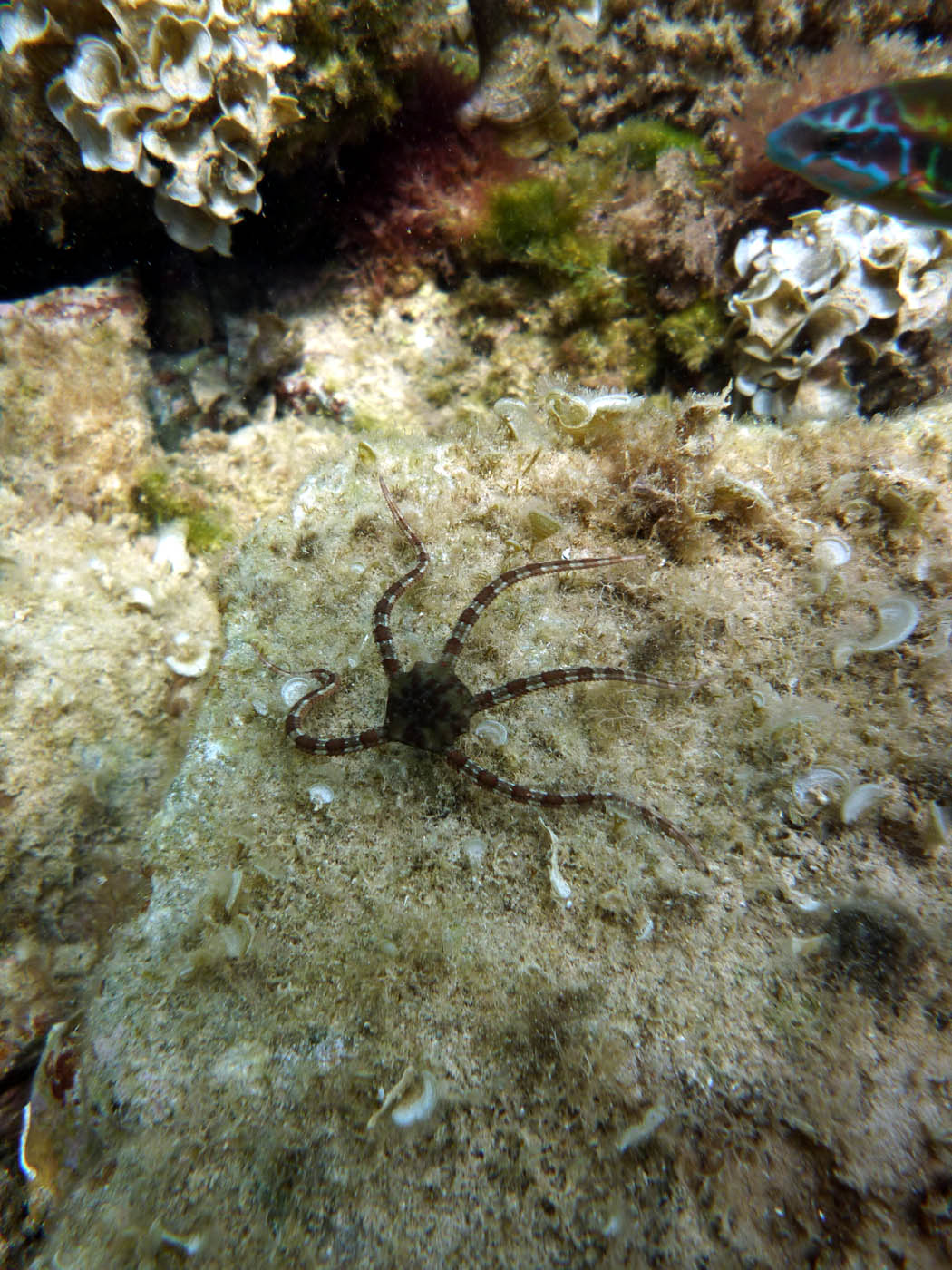
Ophioderma longicauda
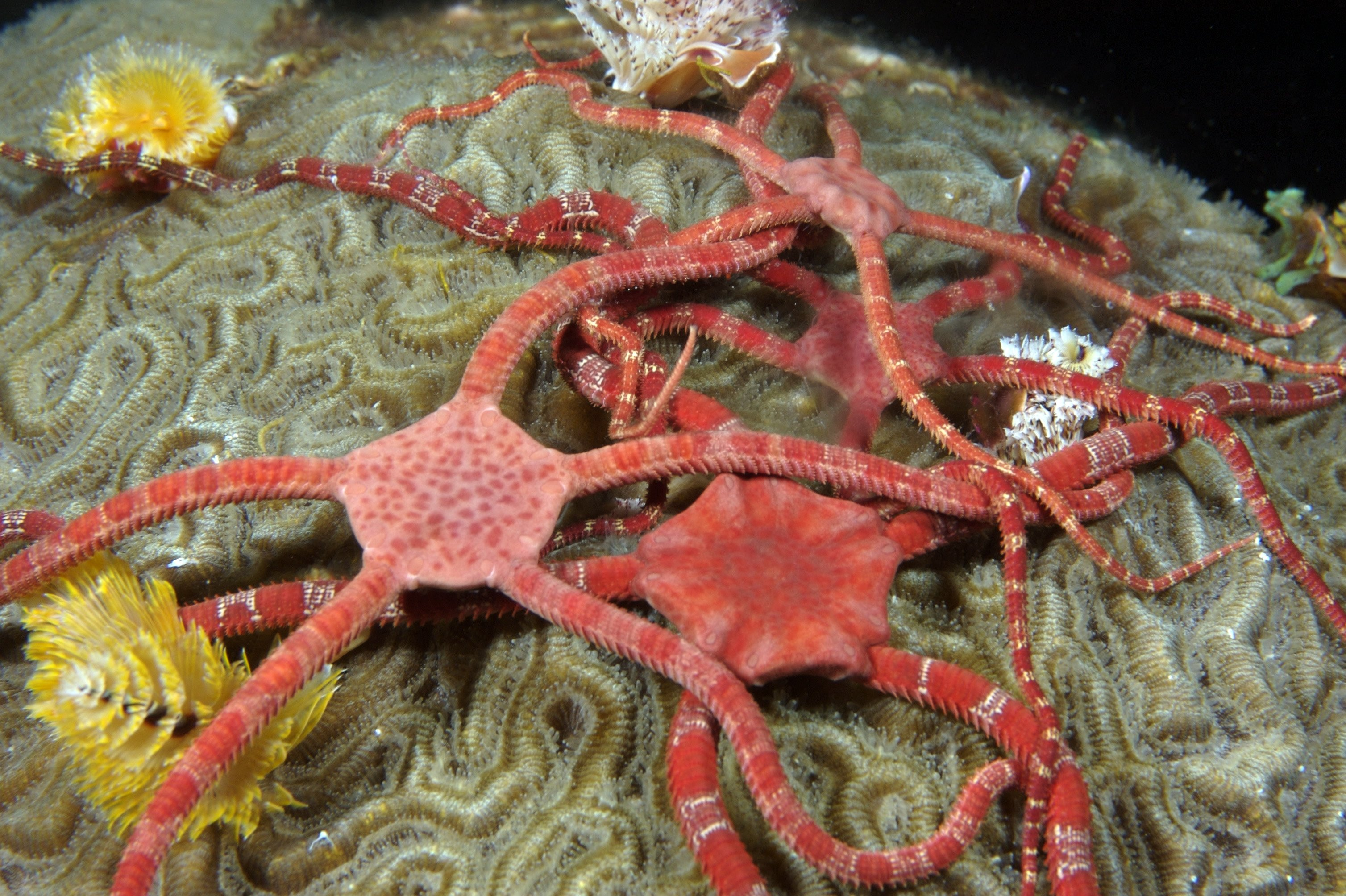
Ophioderma rubicunda
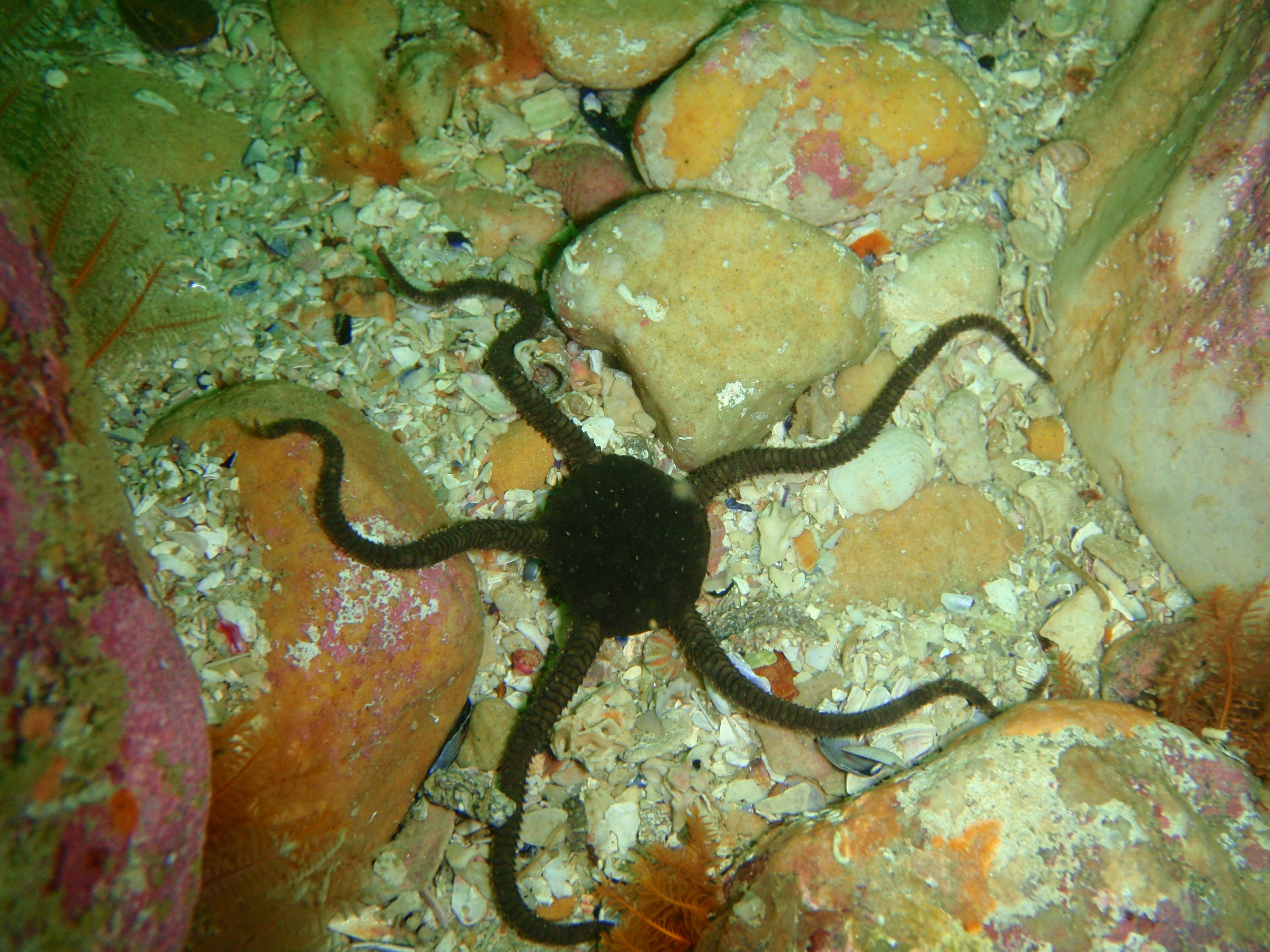
Ophioderma wahlbergii
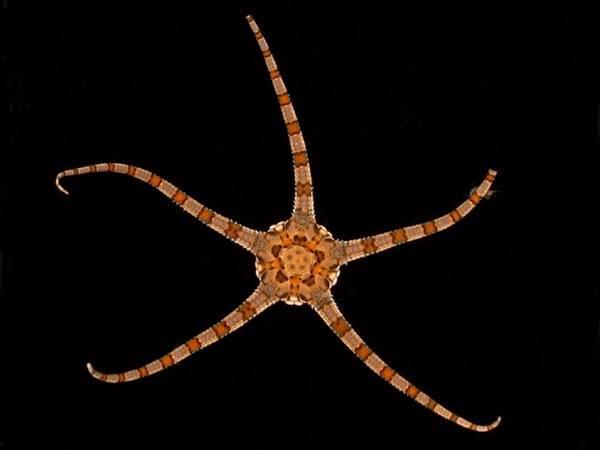
Ophiolepis elegans
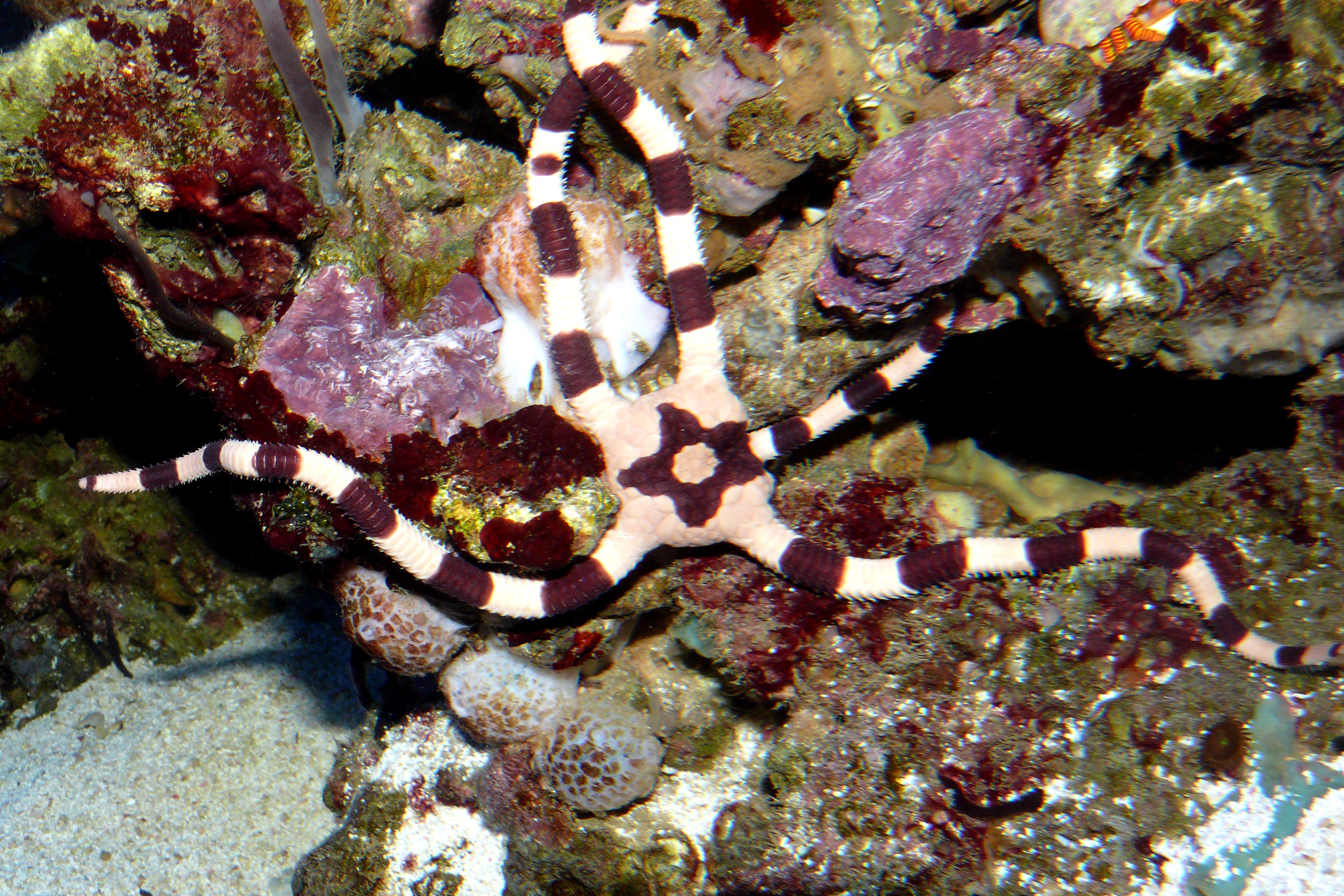
Ophiolepis superba